# Ресмірешть
Ресмірешть, Ресмірешті (рум. Răsmirești) — село у повіті Телеорман в Румунії. Адміністративний центр комуни Ресмірешть.
Село розташоване на відстані 65 км на південний захід від Бухареста, 18 км на схід від Александрії, 144 км на схід від Крайови.

## Населення
За даними перепису населення 2002 року у селі проживали 996 осіб. Рідною мовою 995 осіб (99,9%) назвали румунську.
Національний склад населення села:
| Національність | Кількість осіб | Відсоток |
| -------------- | -------------- | -------- |
| румуни         | 984            | 98,8%    |
| цигани         | 11             | 1,1%     |